# Carl Peter Thunberg
Carl Peter Thunberg (Jönköping, 11 novembre 1743 – Thunaberg, 8 agosto 1828) è stato un botanico ed entomologo svedese.
È stato soprannominato "Padre della botanica sud-africana" e "Linneo giapponese".
È stato allievo di Linneo all'universita di Uppsala, ove ha conseguito il titolo di dottore in storia naturale nel 1767. Nel 1770 lascia la Svezia per Parigi, ove continua i suoi studi in queste due discipline.

## Biografia
Nel 1771, durante un viaggio nei Paesi Bassi, studia l'Orto botanico di Amsterdam e l'Orto botanico di Leida, con i relativi musei. Viene invitato a partire per visitare le colonie olandesi e il Giappone allo scopo di raccogliere dei campioni per gli orti botanici olandesi. Parte nel dicembre del 1771 come medico di bordo su una imbarcazione della Compagnia Olandese delle Indie Orientali. Arriva a Città del Capo dove soggiorna tre anni per apprendere l'olandese. La sua intenzione era di farsi passare per un olandese in Giappone, paese aperto unicamente ai mercanti protestanti olandesi. Durante il suo soggiorno compie numerose spedizioni nell'interno, affrontando spesso notevoli pericoli, allo scopo di raccogliere campioni botanici e animali.
Nel marzo 1775, Thunberg parte alla volta dell'isola di Giava e resta a Batavia per due mesi.
Nell'agosto 1775, arriva alla sede della Compagnia olandese delle Indie orientali sulla minuscola isola artificiale di Dejima (appena 120 per 75 m) nella baia di Nagasaki, collegata alla terraferma da un terrapieno. Lavora lì come chirurgo (1775-1776). Come gli altri olandesi di questa piccola colonia, gli era praticamente mai concesso di lasciare l'isola. Riuscì comunque a condurre alcune ricerche botaniche; allo scopo di ottenere più esemplari, negozia con gli interpreti lo scambio delle conoscenze della medicina occidentale con nuovi esemplari vegetali. 
A metà del 1776 ha l'occasione di accompagnare il direttore della colonia olandese nel corso di una visita in Giappone allo shōgun di Edo (l'antico nome di Tokyo). Durante questo lungo viaggio ha modo di creare un erbario con numerose piante trafugate.
Thunberg lascia il Giappone nel novembre 1776. Dopo una breve sosta a Giava, arriva a Colombo, Ceylon (oggi Sri Lanka), nel luglio 1776. Fa numerosi viaggi all'interno dell'isola, in particolare per visitare la colonia olandese di Galle. Continua, naturalmente, a raccogliere campioni per il suo erbario.
Nel febbraio 1778, Thunberg lascia Ceylon per Amsterdam. Durante il viaggio di ritorno, si ferma due settimane a Città del Capo e arriva ad Amsterdam nell'ottobre 1778. Va innanzitutto a Londra dove incontra Sir Joseph Banks. Vede la collezione giapponese del naturalista tedesco Engelbert Kaempfer (1651-1716) che era stato a Dejima prima di lui. Incontra inoltre Johann Reinhold Forster che gli mostra le sue collezioni raccolte durante il secondo viaggio di James Cook. Ritorna in Svezia nel marzo 1779 dove apprende della morte di Linneo sopravvenuta un anno prima. Qualche anno dopo nel 1781 gli subentra come professore di medicina e storia naturale all'Università di Uppsala.

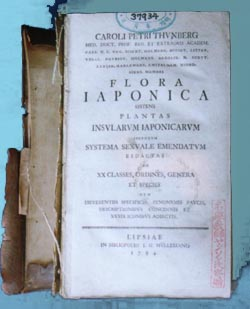
Flora japonica

I risultati delle sue ricerche vengono pubblicati sotto il titolo di Flora Japonica nel 1784. Attribuisce a numerose nuove specie l'epiteto di japonica; la maggior parte di esse proveniva in realtà dalla Cina essendo state importate in Giappone per ornare i giardini del paese.
Nel 1788 pubblica i racconti dei suoi viaggi sotto il titolo di Viaggi di C. P. Thunberg in Giappone passando per il Capo di Buona Speranza, le Isole della Sonda, ecc.. Il racconto del suo soggiorno a Dejima è piuttosto triste.
Completa la sua opera botanica Prodomus plantarum nel 1800, Icones plantarum japonicarum nel 1805 e Flora capensis nel 1813. Pubblica numerosi articoli su riviste scientifiche svedesi e di altri paesi. Viene nominato membro onorario di 26 società scientifiche. Autore prolifico, gli sono attribuite 112 opere.
Il genere tropicale Thunbergia (della famiglia delle Acanthaceae) è dedicato a lui. Gli sono state dedicate inoltre più di 250 specie vegetali ed anche alcune animali.

## Opere
- Botanica
  - Flora Japonica (1784)

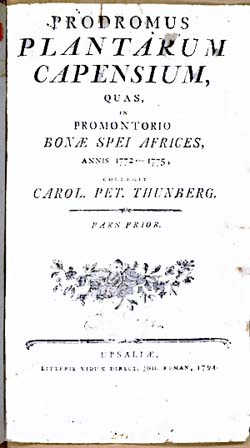
Prodromus plantarum

  - Prodromus Plantarum Capensium (Uppsala, 1794).
  - Flora Capensis (1807, 1811, 1813, 1818, 1820, 1823)
  - Voyages de C.P. Thunberg au Japon par le Cap de Bonne-Espérance, les Isles de la Sonde, ecc.
  - Icones plantarum japonicarum (1805)
- Entomologia
  - Donationis Thunbergianae 1785 continuatio I. Museum naturalium Academiae Upsaliensis, pars III, 33-42 pp. (1787).
  - Dissertatio Entomologica Novas Insectorum species sistens, cujus partem quintam. Publico examini subjicit Johannes Olai Noraeus, Uplandus. Upsaliae, pp. 85–106, pl. 5 (1789).
  - D. D. Dissertatio entomologica sistens Insecta Suecica. Exam. Jonas Kullberg. Upsaliae, pp. 99–104 (1794).

| Thunb. è l'abbreviazione standard utilizzata per le piante descritte da Carl Peter Thunberg. Consulta l'elenco delle piante assegnate a questo autore dall'IPNI. |

| Thunberg è l'abbreviazione standard utilizzata per le specie animali descritte da Carl Peter Thunberg. Categoria:Taxa classificati da Carl Peter Thunberg |